# Monte Montgomery
Monte Patrick Montgomery (Birmingham, 11 agosto 1966) è un chitarrista e cantautore statunitense di genere acoustic rock e pop.

## Discografia

### Album in studio
- Monte Montgomery [EP] (1990)
- Lost & Found (1993)
- 1st & Repair (1998)
- Mirror (1999)
- Wishing Well (2001)
- The Story Of Love (2003)
- Architect (2004)
- Monte Montgomery (2008)
- Tethered (2012)

### Album live
- Live at the Caravan of Dreams (2002)
- New & Approved (2003)
- At WorkPlay (2005)

### DVD live
- At WorkPlay (2005)